# Technikdidaktik in der beruflichen Bildung

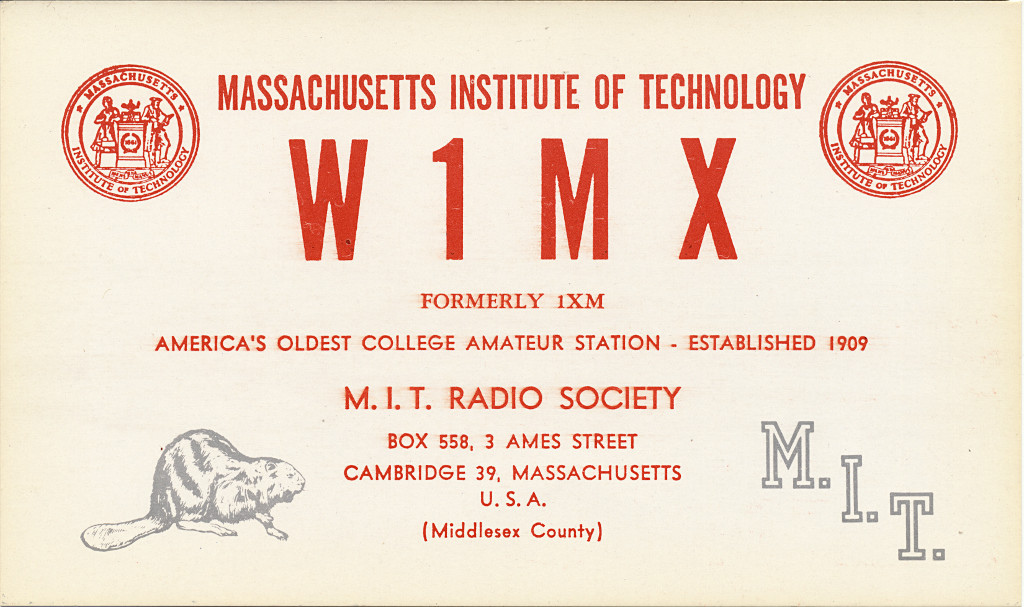
QSL-Karte der Amateurfunkstation am MIT

Die Technikdidaktik in der beruflichen Bildung erforscht und erarbeitet die Vermittlung technischer Inhalte. Gegenstand der beruflichen Technikdidaktik ist das planvoll organisierte Lehren und Lernen im Unterricht an berufsbildenden Schulen sowie bei Aus- und Weiterbildung im Betrieb. Rahmenlehrpläne und Ausbildungsordnungen stecken hierbei berufsgruppenbezogene inhaltliche Themenfelder ab und enthalten didaktisch-methodische Leitlinien.

## Begriffliche Klärung
Der Begriff Technik stammt vom griechischen techne. Technik bezeichnet zum einen die auf naturwissenschaftlichen Erkenntnissen beruhenden Verfahrens- und Produktionsweisen zur Herstellung industrieller oder handwerklicher Gegenstände und technischer Systeme (Technik als angewandte Naturwissenschaft) und gleichermaßen die produzierten Güter selbst sowie deren Verwendung.
Der Begriff Didaktik stammt vom griechischen didáskein. Kurzgefasst bezeichnet Didaktik die Lehrkunst. Der Begriff umfasst sowohl das planvolle Lehren und Lernen in der Praxis als auch die Didaktik als eigenständige Wissenschaft der Erforschung von Lehr-Lernprozessen.

## Definition
„Zusammenfassend wird Technikdidaktik als Theorie und Praxis des Erwerbs und der Vermittlung von Kompetenzen in technischen Berufen definiert.“

## Begriffsbestimmung
Zurzeit gibt es in Deutschland keine einheitliche umfassende Technikdidaktik. Dies liegt vor allem in der Vielschichtigkeit und Bandbreite des Gegenstandes, die eine klare Abgrenzung erschweren. Die Zergliederung der technischen Wissenschaften in eine Vielzahl von Einzeldisziplinen führt dazu, dass die Technikdidaktik, im Gegensatz zu anderen fachspezifischen Didaktiken, keiner Fachwissenschaft klar zuzuordnen ist.

## Unterscheidung zur Allgemeinbildenden Technikdidaktik
Die Berufliche Technikdidaktik zeichnet sich gegenüber der Allgemeinen Technikdidaktik durch ihre spezifischen Bezüge auf Berufe und deren jeweilige Arbeits- und Praxisfelder aus.
Sie kann als Schnittstelle zwischen der Berufspädagogik, den technischen Fachwissenschaften (Bau-, Chemie-, Elektrotechnik und Maschinenbau u. a.) verstanden werden, mit dem Ziel, die Gemeinsamkeiten der verschiedenen technischen Bereiche unter didaktischen Gesichtspunkten zu beleuchten. Während Lipsmeier im Unterschied zum kaufmännischen Bereich in den „gewerblich-technischen“ Berufsfeldern keine curricularen und didaktischen Gemeinsamkeiten zu erkennen vermag, hält Bonz die inhaltliche Ausdifferenzierung der Technikdidaktik im Sinne einer fachdidaktischen Ausrichtung an technischen Fachdisziplinen für unproblematisch, da die Besonderheiten solcher speziellen Technikdidaktiken didaktisch nicht gravierend seien.

## Paradigmen der Technikdidaktik
Der Geltungsbereich, der von Friedhelm Schütte für die Fachdidaktik der Metall- und Maschinentechnik zusammengestellten Beispiele, lässt sich aufgrund ihres allgemeingültigen Ansatzes auf andere Fachdidaktiken übertragen und kann somit die Eckpunkte der beruflichen Technikdidaktik markieren.
Technische Berufsbildung orientiert sich:
- an den Fach- bzw. Ingenieurwissenschaften
- am schulischen Unterricht
- an der betrieblichen Unterweisung
- an einer übergreifenden Integration

### Fachdidaktisches Paradigma
Als fachdidaktisches Paradigma wird verstanden, dass eine rein fachwissenschaftliche Perspektive für eine begründete Lernzielentscheidung nicht ausreichend ist. Schilling und Bader erweitern die Fachdisziplin (hier Maschinenbautechnik) und berücksichtigen in der Didaktik sowohl Technikphilosophie und Technikgeschichte wie auch die speziellen Fachtheorien einzelner Ausbildungsberufe. Ein Kriterienkatalog für die Lehrzielbegründung berücksichtigt die Themen Planung, Entwicklung, Fertigung, Distribution, Verwendung und Liquidationen ebenso wie Fragen der fachlichen, humanen und gesellschaftlich-politischen Kompetenz. Wissenschaftssystematik und Berufspragmatik werden im Lehrprogramm verbunden.

### Unterrichtsmethodik
Mit den achtziger Jahren kam es in der DDR mit einer Wissenschaftsorientierung der Methodik zu einem Bruch mit der bis in die vierziger Jahre zurückreichenden Berufsschuldidaktik. Angestrebt wurde, technisches Wissen zu systematisieren, Unterrichtsziele und -inhalte neu festzuschreiben und
die entsprechenden Schulfächer methodisch zu gestalten. Für Bernhard ist die Vermittlung von orientierenden methodischen Konzepten wie Prinzipien, Regeln und Anleitungen sowie von überführenden methodischen Konzepten wie Vorschriften und Verfahren der Schlüssel zur „Konstruktion eines Handlungsentwurfes“.

### Fachmethodik
Pahl vertritt in seiner Fachmethodik den Anspruch, dass mit den jeweiligen Berufsfeldern eine spezifische Berufsfelddidaktik einhergehen soll. Dieser berufswissenschaftliche Ansatz geht davon aus, dass die Ingenieurwissenschaften nur begrenzt als Bezug für die Ausbildungsberufe dienen können, da sich das Berufswissen des Facharbeiters nur zum Teil mit dem des Ingenieurs deckt. Vielmehr soll durch den Einbezug des Berufswissens der Facharbeiter deren Arbeitsprozesswissen stärker gewichtet werden, was durch eine spezifische Fachmethodik für das jeweilige Berufsfeld erreicht werden soll.

### Technikdidaktik
Das vor allem auf Bonz und Lipsmeier zurückgehende technikdidaktische Konzept nimmt Bezug auf die Bildungstheorie Klafkis und den systemtheoretischen Technikansatz von Ropohl, Reflektiert werden sollen die vielfältigen Beziehungen von Technik, Umwelt, Mensch und Gesellschaft. Leitziele sind beruflicher Mündigkeit und berufliche Tüchtigkeit sowie die Ermöglichung von „Chancen zur Selbstverwirklichung“. Schwerpunkte im Unterricht technischer Fächer sind die technischen Wissenschaften, betriebliche Qualifikationsanforderungen und der Bildungsauftrag der Berufsschule. Mit einem eigenen Curriculum der Berufsschule und der Herausstellung ihres Bildungsauftrages wird die „Korrektivfunktion“ der Berufsschule betont.

## Geschichte der beruflichen Technikdidaktik
Die Entwicklung der Technikdidaktik ist eng verknüpft mit dem technischen Unterricht an den berufsbildenden Schulen sowie der Ausbildung in den technischen Berufen. Die Institutionalisierung der beruflichen Bildung im 19. Jh. in den gewerblichen Fortbildungsschulen führte zur Differenzierung bzw. Zusammenfassung der einzelnen Gewerbe in die verschiedenen Berufsgruppen, wobei die Einteilung primär nach dem im betreffenden Gewerbe verarbeiteten Materials erfolgte. Mit der Herausbildung der Gewerblich-technischen Berufsschulen zu Beginn des 20. Jhs. rückten die curricularen und methodischen Fragestellungen zur Vermittlung von technischen Inhalten in den Vordergrund. Hierbei kam der Metall- und Maschinentechnik als Hauptträger der industriellen Entwicklung eine zentrale Bedeutung zu.

### Unterrichtslehre
Als ersten Schritt zur Entwicklung von selbständiger beruflicher Fachdidaktik kann die von Weitzel 1908 vorgeschlagene Trennung von allgemeiner und besonderer Unterrichtslehre angesehen werden. Während er der allgemeinen Unterrichtslehre die Aufgabe zugeordnet, sich mit allgemeingültigen Fragestellungen zum Unterricht auseinanderzusetzen, sollten in der besonderen Unterrichtslehre unter Berücksichtigung der jeweiligen Fächer Unterrichts- bzw. Lehrformen entwickelt werden, die einen nach Möglichkeit reibungsfreien Verlauf des technischen Unterrichts gewährleisten sollten. Ausgehend von den Unterrichtstheorien von Herbart und Dörpfeld unterschied Weitzel die Lehrformen für die technischen Schulen nach ihrer grundlegenden Vorgehensweise.
- Analytische Vorgehensweise (erläuternder Ansatz; deduktive Methode)
- Synthetische Vorgehensweise (erweiterter Ansatz; induktive Methode)
- Heuristische Vorgehensweise (fragend-entwickelnder Ansatz)[16]

### Frankfurter Methodik
Die auf Botsch, Geißler und Wissing zurückgehende Frankfurter Methodik der 50er Jahre stellte einen neuen Orientierungspunkt für die Technikdidaktik dar. Mit dem Ziel der Verzahnung von berufsfachlichen Anforderungen (Praxis) und fachtheoretischen Erkenntnissen (Theorie) wurde eine berufsschulspezifische Methodik begründet. Die Umsetzung dieses ganzheitlichen methodischen Konzeptes erfolgte in den Fächern Fachkunde, Fachrechnen und Fachzeichen. Die daraus folgende mehrperspektivische Betrachtung und die Herstellung der Bezüge zwischen Berufspraxis und den naturwissenschaftlichen und technischen Wissensbeständen waren die zentralen Ansatzpunkte, um ein Verständnis für die sich wechselseitig bedingenden technischen Herausforderungen zu erreichen.
Das didaktisch-methodische Konzept der Frankfurter Schule zeichnete sich durch folgende Merkmale aus:
- Gliederung des Lehrplanes in eine Unter- und Oberstufe;
- Zusammenfassung der mathematisch-naturwissenschaftlich-technologischen Fächer zum werkkundlichen Unterricht;
- Gliederung des Unterrichts in die drei Phasen: Anschauung – Vergeistigung – Anwendung
- Verwendung von Arbeits- und Übungsblättern

### Lernzielorientierte Curricula
In den 1970er Jahren setzten sich im Zuge der Bildungsreform lernzielorientierte Curricula durch. Kennzeichnend für diese Form von Lehrplänen ist die Fokussierung von Lernzielen, die nach Meyer als „sprachlich artikulierte Vorstellung über die durch Unterricht zu bewirkende gewünschte Verhaltensänderung eines Lernenden“. verstanden werden können. Schelten definiert sie als „das angestrebte Lernergebnis, über das ein Schüler am Ende eines Lernvorganges verfügen soll“. Dabei kann in verhaltensorientierter Sichtweise in verschiedene Lernzieldimensionen unterschieden werden. Kognitive Lernziele äußern sich in geistigen Fähigkeiten und Kenntnissen, wie dem Abruf von Wissen oder dem Problemlösen. Affektive Lernziele betreffen die Ausbildung von Werthaltungen sowie motivationale Aspekte, während sich psychomotorische Lernziele zumeist auf handwerkliche sprich motorische Fähigkeiten und Fertigkeiten beziehen. Die einzelnen Lernzieldimensionen können durch Lernzieltaxonomien in verschiedene Stufen kategorisiert werden, womit sich unterschiedliche Leistungsniveaus klassifizieren lassen.
Ausgangspunkt jedes lernzielorientierten Curriculums ist zunächst die Definition des eigentlichen Lernzieles, wovon aus in einem ersten Schritt die spezifischen Inhalte abgeleitet wurden. Diesen nachfolgend wurden die einzusetzenden Methoden zur Vermittlung des Stoffes und abschließend die notwendigen Kontrollmittel festgeschrieben. Curricula in diesem Sinne sind gegenüber den vormaligen stark inhaltsbezogenen Lehrplänen also insgesamt umfassender und beziehen sich „auf sämtliche Dimensionen von Lernprozessen (Lernziele, Lerninhalte, Lernverfahren, Lernmittel und institutionelle Lernorganisation)“.
Die Rahmenlehrpläne in der beruflichen Bildung konnten bis zum Übergang zum Lernfeldkonzept Ende der 1990er Jahre als lernzielorientierte Curricula bezeichnet werden. Typisch für die von der Kultusministerkonferenz erarbeiteten Pläne war eine viergliedrige Aufteilung des Planes in Lernziele, Lerninhalte, zusätzliche Hinweise (Querverweise und methodische Vorgaben) und einem Zeitansatz. Der gesamte Lehrplan war zudem fachsystematisch aufgebaut und gliederte sich in die Bereiche Fachtheorie, Fachrechnen, Fachzeichnen und Praktische Fachkunde. Insgesamt handelte es sich also um ein eng umrissenes System, in dem den handelnden Akteuren, Schülern wie Lehrern, nur wenig Spielraum für die individuelle Ausgestaltung von Unterricht blieb.

### Handlungsorientierung und Lernfeldkonzept
Ab Ende des 20. Jahrhunderts wurden die zuvor curricular und fachspezifisch orientierten Lehrpläne mehr und mehr durch den neuen konzeptuellen Lernfeldansatz ersetzt. Diese Neugestaltung von Bildungsgängen in der beruflichen Bildung ist vor allem durch die Ablösung des Fächerprinzips gekennzeichnet. An seine Stelle tritt die Idee des Lernfeldes, in der nunmehr komplexe betriebliche Prozesse und Handlungen bzw. betriebliche Tätigkeitsfelder das Fundament für die Entwicklung neuer Lehrpläne darstellen. Vormals eigenständige Fächer wie Fachmathematik und Zeichnen werden dabei als übergeordnete Fähigkeiten verstanden und sind den einzelnen Lernfeldern implizit.
Normativ werden in den neuen Rahmenlehrplänen unterschiedliche Lernfelder definiert, denen sich handlungsorientierte, d. h. als Tätigkeit formulierte Ziele und zugehörige Inhalte unterordnen. Die strikten und sehr kleingliedrigen zeitlichen Vorgaben einzelner inhaltsorientierter Lernzielvorgaben sind umfangreicheren Zeitrichtwerten für komplette Lernfelder gewichen. Einzelne Lernsituation im lernfeldorientierten Kontext können vom Lernfeld ausgehend recht frei von Seiten der Unterrichtenden gestaltet werden. Somit wird der Spielraum für die Unterrichtsgestaltung größer, was eine schulspezifische Individualisierung und eine engere Abstimmung mit dem betrieblichen Anteil der Ausbildung zulässt. Im gleichen Augenblick besteht jedoch die Gefahr der Vernachlässigung der verbliebenen normativen Vorgaben des Lehrplanes, was einer Stärkung des heimlichen Lehrplanes gleichkommt.

## Differenzierung der Technikdidaktik
Eine Differenzierung der technikdidaktischen Grundkonzeptionen wurde von Lipsmeier 1995 dargestellt. Problematisch ist dabei allerdings, dass die Trennschärfe der Konzeptionen z. T. gering ist. So ist u. a. der ganzheitliche Technikansatz in mehreren Konzeptionen zu finden.

### Experimentierendes Lernen
Experimentierendes Lernen oder auch versuchsorientierter Technikunterricht zielt darauf ab, technische Fragen experimentell zu lösen, Sach- und Handlungswissen zu vermitteln und Hilfestellung zu selbstgesteuertem und -organisiertem Lernen zu geben.
Es können unterschieden werden:
- Experimente zur Ableitung von Gesetzen und Ermittlung von Stoffkonstanten
- Experimente zur Ermittlung von Funktionsweisen technischer Systeme
- Experimente zum Vergleich von technischen Verfahren und Werkstoffen
- Experimente zur Erprobung der Funktion von Schaltungen, Geräten usw.

### Integrative Technikdidaktik
Die Integrative Technikdidaktik versucht die verschiedenen Dimensionen, Perspektiven und Bedingtheiten der Technik in ihrem situativen Zusammenspiel für den Lernenden zu eröffnen und fachlichen und allgemeinen Kompetenzen herauszubilden.

### Integrativ-ganzheitliche Technikdidaktik
Wichtig für diese didaktische Konzeption ist die Vermittlung des Zusammenhanges zwischen Technik im engeren Sinn (naturwissenschaftlich-technische Dimension), den durch Technik geprägten gesellschaftlichen Verhältnissen (individuelle und historische Dimension) und den damit in Verbindung stehenden wirtschaftlichen Entwicklungen (politisch-ökonomische Dimension). Bedeutend ist das rein fachliche Qualifizierung und allgemeine (auch politische) Bildung, ebenso wie Theorie und Praxis, hier nicht nebeneinander stehen, sondern vielmehr eng zusammen behandelt werden und schließlich in einer Handlungskompetenz aufgehen. Losgelöst von politischen Konnotationen finden sind integrativ-ganzheitliche Ansätze in der Mehrzahl aktueller technikdidaktischer Konzepte wieder (beispielsweise in der Didaktik der Lernfelder).

### Problemlösungsorientierte Technikdidaktik
Schüler sollen eigene Problemlösungen erarbeiten und durch vertiefte Verarbeitung von Informationen zu produktivem Denken angeregt werden. Auch die bloße Beobachtung, wie ein Problem beispielhaft gelöst wird, kann Bestandteil solcher Konzepte sein. Lipsmeier (2005) führt den Ansatz von Schad als typischen Vertreter dieser Technikdidaktik an, der „das technische Problem und die Methoden zu seiner Lösung in den Mittelpunkt seiner Fachdidaktik stellt“.

### Strukturtheoretische Technikdidaktik
Die strukturtheoretische Technikdidaktik zielt auf die Erschließung des systematischen Wissens der Fachwissenschaften durch den Aufbau von kognitiven internen Wissensstrukturen ab, die eine Einordnung und Verknüpfung der vermittelten Wissensbestände ermöglichen sollen. Durch diese Strukturen soll es den Lernenden ermöglicht werden, Handlungen zu planen ihren Verlauf zu antizipieren und zu regulieren sowie deren Erfolg zu kontrollieren und bewerten.
Strukturtheoretische Konzepte basieren auf kognitionspsychologischen Postulaten über interne Wissensrepräsentationen der menschlichen Informationsverarbeitung. Dem Lernen und Denken zugrundeliegende kognitive Muster, kombiniert mit systematischen Strukturmerkmalen einer technischen Disziplin bestimmen die Aufbereitung und Arbeit mit den Lehrinhalten.
Ziel ist, die Auszubildenden “beim Auf- und Ausbau orientierungs- und handlungsleitender kognitiver Strukturen zu unterstützen. Diese internen Wissenssysteme dienen als Strukturierungshilfen [...], als Hilfen zur Einordnung singulärer Phänomene in übergeordnete Zusammenhänge sowie als dynamische Modelle. Mit deren Hilfe können Handlungen reguliert und deren Erfolg schließlich wahrgenommen und beurteilt werden. Kognitive Strukturen erlauben so einen theoriegeleiteten Zugriff auf die Realität”.
Die strukturtheoretische Didaktik liefert über ihre eigenständige Bedeutung hinaus einen Ausgangspunkt zum Verständnis lernpsychologisch fundierter konstruktivistischer Vermittlungsansätze.

### Wissenschaftsorientierte Technikdidaktik
Die Wissenschaftsorientierte Technikdidaktik macht die zur Lösung von technischen Aufgaben und Problemen herangezogenen Wissenschaften mit ihren spezifischen Voraussetzungen und Methoden zum Thema des Unterrichts. Die aus den Wissenschaften abgeleiteten Fachsystematiken werden als Gegenpol zur Situationsorientierung bzw. Handlungsorientierung verstanden. Aufgabe in der Zukunft wird sein, einen didaktischen Ansatz zu finden, der beide Ansätze überzeugend verknüpft.